# Lambana diagramma
Lambana diagramma là một loài bướm đêm trong họ Noctuidae.